# نه ناشناخته
نُه ناشناخته (به انگلیسی: The Nine Unknown) نام داستانی است نوشته تالبوت موندی در سال ۱۹۲۳ که ابتدا در مجلهٔ ادونچر به چاپ رسید. این داستان در مورد نه مرد ناشناخته است که عضو گروهی سری هستند که به وسیلهٔ آشوکا شاهنشاهی مائوریا در سال ۲۷۰ قبل از میلاد مسیح به وجود آمد. مأموریت این گروه پاسداری و پیش برد دانشی است که در صورتی که به دست افراد نااهل بیفتدخطرآفرین خواهد شد. نه مرد ناشناخته مسئول نگهداری از نه کتاب دانش سری بودند.

## داستان
در این داستان نه مرد ناشناخته تجسم خوبی هستند و به رویارویی پیروان کالی (ایزدبانو) که بین مردم ایجاد سردرگمی می‌کنند و خود را افرادی دانا جا می‌زنند می‌روند. این داستان حول کشیشی که پدر کیپرین نامیده می‌شود و نه کتاب دانش در دست اوست ولی به دلیل زهد مسیحی خود می‌خواهد این کتاب‌ها را از بین ببرد، و چند شخصیت دیگر که علاقه به یادگیری محتوای این کتاب‌ها دارند می‌گردد.

## نه کتاب دانش
نه کتاب دانش که به نه مرد ناشناخته سپرده شده‌اند شامل اطلاعاتی در مورد موارد زیر می‌شود
- تبلیغات سیاسی و جنگ روانی
- فیزیولوژی، شامل اسرار در مورد ضربه‌های کشنده
- میکروبیولوژی
- کیمیا
- ارتباط که شامل ارتباط با موجودات فضایی هم می‌شود
- جاذبه، و تجهیزات ضد جاذبه (ویمانا، بشقاب پرنده‌های باستانی هند)
- کیهان شناسی، شامل سفر در زمان
- نور، و فناوری لازم برای تغییر سرعت نور
- جامعه‌شناسی، شامل قواعدی برای پیش‌بینی ظهور و سقوط امپراتوری‌ها